# Невідкриті моря
«Невідкриті моря» (англ. Uncharted Seas) — американська мелодрама режисера Веслі Рагглза 1921 року.

## У ролях
- Еліс Лейк — Лукреція Істман
- Карл Герард — Том Істман
- Рудольф Валентіно — Френк Андервуд
- Роберт Елден — Фред Тернер
- Чарльз Гілл Майлз — старий Джим Істман
- Рі Гайнс — Рубі Лоутон